# Josef Lukl Hromádka
Josef Lukl Hromádka (8. června 1889 Hodslavice – 26. prosince 1969 Praha) byl český protestantský a zejména luterský, později českobratrský evangelický teolog, vysokoškolský pedagog, žák Karla Bartha a teologický interpret marxismu. Orientoval se mimo jiné na sociální problematiku.

## Život
Narodil se jako nejstarší syn zámožného luterského sedláka a měl po něm převzít rodový statek. Když otec viděl, že ho sedlačení nepřitahuje, nechal ho studovat na gymnáziu ve Valašském Meziříčí. Po maturitě (1907) studoval teologii ve Vídni, v Basileji, v Heidelbergu, v Aberdeenu a v Praze. Roku 1912 byl superintendentem Glajcarem ordinován a stal se vikářem ve Vsetíně. Roku 1917 obhájil titul doktora filosofie prací o Masarykově filosofii náboženství na Filosofické fakultě UK. Během pastorské činnosti usiloval o sjednocení české luterské a reformované církve, k němuž došlo koncem roku 1918. Roku 1920 se habilitoval na pražské Husově československé evangelické fakultě bohoslovecké (od roku 1950 Komenského evangelická bohoslovecká fakulta) a roku 1928 byl jmenován řádným profesorem systematické teologie. Angažoval se v mezinárodních křesťanských organizacích a ekumenickém hnutí. V roce 1939 uprchl před nacismem do USA, kde přednášel dialektickou teologii na Princeton Theological Seminary a po válce se vrátil zpět do vlasti.
Jeho pozice po převratu v roce 1948 vyvolala rozporné reakce, protože se stavěl proti slepému antikomunismu a zastával distancovanou kritickou solidaritu s československým státem, který ho ovšem propagandisticky využíval. Angažoval se v ekumenickém (člen Světové rady církví) a mírovém hnutí (první prezident Křesťanské mírové konference, KMK). Za tuto svou činnost byl roku 1958 oceněn Leninovou cenou míru a dalšími komunistickými řády. Invaze vojsk Varšavské smlouvy v srpnu 1968 byla pro něho i osobní tragédií, zvlášť když se ukázalo, že jeho kolegové z KMK invazi většinou podpořili.